# 特別操縦見習士官
特別操縦見習士官（とくべつそうじゅうみならいしかん）とは、高等教育機関を卒業後または在学中に日本陸軍航空の予備役将校操縦者となることを志願し、選抜されて養成教育をうける者である。場合により特操と略され、一部の報道では学鷲とも呼ばれた。太平洋戦争中の1943年（昭和18年）7月に戦時下の特例として制度が定められ同年10月に第1期の教育を開始し、戦争終結までに通算で4期の採用があった。
現役将校となる陸軍航空士官学校の士官候補生や、同じ予備役将校となる甲種幹部候補生と比べ、特別操縦見習士官は短期間の速成教育が特徴であり、採用と同時に見習士官として曹長の階級が与えられた。

## 沿革

### 制度創設の経緯
1943年（昭和18年）6月、内閣総理大臣と陸軍大臣を兼務する東條英機陸軍大将は、太平洋戦争（大東亜戦争）において航空の戦略的価値を認識し「航空を超重点とする」軍備建設を指令した。これは緒戦の快進撃を過ぎ約1年間の苦戦を切実に経験した結果であり、軍備拡充として航空機の生産増とともに操縦者を中心とする航空要員の緊急大量養成が計画された。
陸軍ではすでに同年3月下旬より少年飛行兵学校生徒の大量採用、陸軍航空士官学校の士官候補生および少尉候補者の卒業期繰り上げ、他兵種将校の転科教育などが実施されていた。しかし操縦者の養成は昭和18年度内に3000名、翌年度末（1945年3月末）までには2万名が目標とされ、従来制度の採用増による操縦者養成では時間的に目標達成が困難であった。このため陸軍中央部は心身ともに成熟し高い知能を持つ素質優良者を採用すれば短期間で戦力化が可能と判断し、大学など高等教育機関を操縦者養成の人材供給源として求めることにした。

### 制定と採用実施
1943年（昭和18年）7月3日、陸軍航空関係予備役兵科将校補充及服役臨時特例（昭和18年勅令第566号）が公布、施行された。これにもとづき、同勅令の第1条で「当分ノ内」と条件つきで定められたのが特別操縦見習士官（以下、場合により特操と略）である 。同勅令の草案には「最近ノ情勢ニ鑑ミ航空機操縦ニ従事スル陸軍兵科将校ヲ急速ニ補充スル途ヲ拓クノ要アルニ依ル」との理由書が添えられている。
昭和18年勅令第566号の第2条による特操の採用資格条件は次のとおりである（1943年7月時点） 。
- 大学令による大学の学部、もしくは予科を卒業した者。
- 高等学校高等科を卒業した者。
- 専門学校を卒業した者。
- 高等師範学校を卒業した者。
- 師範学校を卒業した者。
- 陸軍大臣が上記学校と同等以上と認める学校を卒業した者。

上のいずれかに該当し、特別操縦見習士官となることを志願する者を銓衡し、合格者を採用する 。特操の志願は陸軍部外からも、すでに陸軍に入隊している者からも可能である。また同勅令では採用の年齢条件に関する記述はなかった。

1943年7月5日、陸軍省告示第31号により同年10月に採用する特別操縦見習士官の召募が行われた。予定する採用者数は1200名である。前述の勅令第566号では高等教育機関の卒業を採用条件としていたが、陸軍省告示では同年9月30日までに卒業見込みの者と、大学予科あるいは高等学校を卒業し大学学部に在学中の者も有資格者とされ、第1次、第2次の身体検査と口頭試問を実施して合格者が採用される。陸軍は各媒体を利用し、特操の応募を呼びかけた。
「航空機を活兵器として使ひこなすためには科学的な頭がないと十二分に能率を発揮できないのだ、そのうへ、空中戦の特質上的確な判断力が養成されてゐなければならない、また教養も必要だ、かうみれば心身共に秀でた学徒こそ空中勤務者としてうってつけの道である」—陸軍航空本部総務部長、遠藤三郎中将、『朝日新聞』1943年7月30日朝刊
この召募に対し、採用予定数の約6倍の応募があった。
1943年10月、特操第1期が仙台陸軍飛行学校など各地の陸軍飛行学校、あるいは教育隊に入校・入隊した。翌1944年2月には特操第2期が採用された。前年の計画では第2期の採用者数は1800名であったが、採用の実数を示す資料は確認できない。
1944年（昭和19年）3月13日、陸軍省告示第9号により同年6月に採用する特別操縦見習士官の召募が行われた。この告示による特操の採用資格条件は次のとおり定められた（1944年3月時点） 。
- 大学令による大学の学部、もしくは予科に在学した者。
- 高等学校高等科に在学した者。
- 専門学校に在学した者。
- 高等師範学校に在学した者。
- 大学令、高等学校令、専門学校令によるものとする学校に在学した者。
- 中等学校卒業程度を入学資格とし修業年限2年以上の学校に在学した者。

上のいずれかに該当し、なおかつ年齢が同年3月31日時点で28歳未満の特操志願者に第1次、第2次の身体検査を行い、さらに口頭試問と簡単な筆記考査を経て合格者を採用する 。第3期以降の特操は高等教育機関の卒業者だけでなく在学中の者からも採用する点と、年齢制限を明記した点が前回の召募とは異なっている。この告示に先立つ1943年12月、前述した昭和18年勅令第566号の改正により採用資格の条件が変更されていた。
1944年6月、特操第3期が採用され、同年８月には特操第4期が採用された。採用者の実数を示す資料は確認できないが、前年7月に特操制度を定めた時点では昭和19年度内（1944年4月より1945年3月末まで）に8900名を計画していた。第4期の採用後は特操の召募と採用は行われなかった。
1944年10月、修業期間の1年が経過した特操第1期は少尉に任官した。特操第2期の少尉任官は第1期と同様に採用から1年後の1945年2月であった。
1945年（昭和20年）になると戦局の悪化で燃料と航空機が不足し、特操第3期および第4期は十分な操縦教育が実施できなかった。同年8月、日本政府はポツダム宣言を受諾し、直後に陸軍が従来の機能を停止したことにより、特操第3期と第4期の教育は中止された。特別操縦見習士官制度の根拠となる昭和18年勅令第566号は1946年（昭和21年）6月に施行された「陸軍武官官等表等を廃止する勅令」（昭和21年勅令第319号）によって廃止された。

## 概要

### 制度の内容
特別操縦見習士官の制度は短期間で航空機操縦者を養成する点に特色がある。昭和18年勅令第566号の第3条では特操の修業期間を採用後の入営日より起算して1年6か月と定めていた。陸軍のほかの操縦者養成制度では陸軍予科士官学校から陸軍航空士官学校へと進み現役将校となる士官候補生は3年以上、現役下士官となる少年飛行兵は約3年半、特操と同じ予備役将校となる甲種幹部候補生であっても2年の期間を要する。実際には特操第1期は修業期間をさらに短縮し1年で少尉に任官した。
採用と同時に曹長の階級を持つ見習士官の身分を与えられることも特操は異色であった。陸軍部外から直接に見習士官として採用され、短期間で将校となる制度は衛生部、技術部などに存在するが、それらは医学など専門知識が必要な各部だけの例外で、兵科ではエリートとされる士官候補生さえも兵（上等兵）の階級を経験する。学歴をいかし比較的短期間で予備役将校となる甲種幹部候補生は特操に似ているが、採用前に二等兵として入営し辛い新兵生活をする必要がある。陸軍において特操は文字どおり「特別」といえる。これは高学歴者を優遇する海軍予備学生制度が大学生や専門学校生に人気であったため、海軍に対抗し十分な志願者を得るよう特操の身分取り扱いに配慮がされた結果である。情報局、朝日新聞社など一部では特操を海軍飛行科予備学生の「荒鷲」とあわせ「学鷲」と呼び、国民の戦意高揚をねらう報道がされた。
特操の採用が開始された1943年（昭和18年）10月は学徒出陣の壮行会が実施された時期とほぼ同じことから特操制度は出陣する学徒のためと誤解を招きかねないが、特操制度を定めた勅令は同年7月3日に施行され、召募の告知は同年7月5日である。これは学徒出陣の根拠となる在学徴集延期臨時特例（昭和18年勅令第755号）が公布された同年10月1日よりも約3か月早い。また壮行会を行った学徒が陸軍に入営した同年12月には、特操第1期はすでに基本教育中であり直接の関係はない。特操第2期と第3期は出陣学徒壮行会に参加後、二等兵として一般の部隊に入営したのち陸軍部内から採用された者も多い。第3期には学窓から直接採用された者もおり、第4期に採用された者は全員が在学中の学徒からであった。

特操は陸軍部外から兵や下士官の階級を経験することなく見習士官となることが可能な制度ではあったが、既述のとおり第1期や第2期では原則として高等教育の卒業者を対象としたために、すでに徴兵により一般兵や幹部候補生となっている者が志願した例も少なくない。その理由として陸軍が航空機操縦者の必要性を様々な媒体を使って呼びかけたこと以外に
「佐賀の歩兵部隊は気の荒い集団で、昼間の猛訓練のあと毎夜ゲンコツのビンタをくらった。時には顔が変形することもあった。毎日面白くない。どうせ、消耗品として近く南方に送られて死ぬくらいなら、もっと花々しく死のうと思い、東京で特操の試験を受けて合格した」—1942年入営乙種幹部候補生、池田春次、特操一期生会編『特操一期生史』
といった動機の場合もあった。
江頭匡一は中学卒業後に航空機乗員養成所で訓練を受け、修了後に明治大学専門部へ進学していたが、徴兵検査で結核と診断され療養している間に基準が変わったことで特別操縦見習士官に採用された。

### 採用後の特操
特操第1期は仙台陸軍飛行学校、熊谷陸軍飛行学校、大刀洗陸軍飛行学校、宇都宮陸軍飛行学校など各地の陸軍飛行学校の本校または分教所に入校、あるいは飛行学校に属する教育隊に入隊した。そこで地上教育をわずかに受けたのち練習機による操縦教育を受け、基本となる操縦教育を終了し飛行学校を卒業すると、戦闘・偵察・爆撃の分科を指定されて各地の教育飛行隊へ配属され旧式の実用機などを使い基本戦技教育を受ける。操縦員養成教育のための飛行隊は、燃料入手の事情と十分な練習空域を確保するため多くが本土外の満州、中国、フィリピン、および南方の諸地域に配置された。教育飛行隊の課程を終えると錬成飛行隊に転属し、ここでようやく航空機操縦者として認められ、戦力となり得るよう実戦部隊と同じ実用機で教育を行い、いよいよ実戦部隊に配属されるというのが原則である。
当初の計画では陸軍飛行学校での地上準備教育に2か月、基本操縦教育に4か月、教育飛行隊での各分科基本戦技教育を4か月、錬成飛行隊での教育を4か月行い、実戦部隊に配属され隊附教育2か月で修業開始から1年6か月後に少尉に任じられることになっていた。しかし戦況は悪化する一方であり航空機操縦者の需要に少しでも早く応じるため、当初計画でさえ速成の操縦者養成がさらに短縮され陸軍飛行学校へ入校後10日ほどで飛行教育を開始し、通算20から30時間の飛行で単独飛行に進む例があった。特操はその後の教育も逐次短縮されて実戦部隊に配属されると、修業期間1年で少尉となった。
特操は名前のとおり航空機操縦者に限定した制度であったため、教育中に操縦適性がないと判断された者は航空に関連する地上勤務の甲種幹部候補生に編入されるが、1944年（昭和19年）5月に特别甲種幹部候補生（特甲幹）が制定されてからは、待遇が特操に近い特甲幹に編入されるようになった。その反対に各課程での成績優秀者は教育飛行隊等に助教として残り次に入隊してくる者の教育を担当することで、経験豊富な操縦者が教官や助教となり実戦部隊の人員が不足するのを防いだ。
特別操縦見習士官が実戦に参加するようになった1944年秋以降は、敵艦や敵機への体当たりによる特別攻撃（特攻）が行われた時期でもあり、特操第1期と第2期は特別攻撃隊の要員とされることも多く、多くの戦死者を出している。1944年11月にフィリピンで編成された「八紘特別攻撃隊」全12隊では各隊の隊長を航空士官学校卒業の現役中尉または大尉が勤めたが、隊員は航空士官学校第57期、特操第1期出身の少尉、少年飛行兵出身の伍長などからなり、戦死者115名、うち特操第1期32名、航空士官学校第57期28名、少年飛行兵19名であった。太平洋戦争の終結までにフィリピンおよび沖縄の航空作戦で特攻隊員として戦死した特操出身者は第1期、第2期あわせて約280名とされ、特操第1期出身者のうち特攻以外も含めた戦死者は668名が記録されている。特操第3期、第4期は戦争末期の燃料不足のため十分な操縦教育が行なえず、一部では適正と関係なく地上兵種の見習士官に転じた者もあり、戦死者は少なかった。
終戦時には「操縦桿を握れないように両手を切断される」というデマが流れたという。

## 著名な出身者
- 第1期：中田喜直、富永靖[* 11]
- 第2期：上原良司
- 第3期：石井淑普
- 第4期：竹下登、江頭匡一